# Auguste Honoré Charlois
| Asteroidi scoperti: 99 | Asteroidi scoperti: 99 |
| ---------------------- | ---------------------- |
| 267 Tirza              | 27 maggio 1887         |
| 272 Antonia            | 4 febbraio 1888        |
| 277 Elvira             | 3 maggio 1888          |
| 282 Clorinde           | 28 gennaio 1889        |
| 283 Emma               | 8 febbraio 1889        |
| 284 Amalia             | 29 maggio 1889         |
| 285 Regina             | 3 agosto 1889          |
| 289 Nenetta            | 10 marzo 1890          |
| 293 Brasilia           | 20 maggio 1890         |
| 294 Felicia            | 15 luglio 1890         |
| 296 Phaëtusa           | 19 agosto 1890         |
| 297 Caecilia           | 9 settembre 1890       |
| 298 Baptistina         | 9 settembre 1890       |
| 300 Geraldina          | 3 ottobre 1890         |
| 302 Clarissa           | 14 novembre 1890       |
| 305 Gordonia           | 16 febbraio 1891       |
| 307 Nike               | 5 marzo 1891           |
| 310 Margarita          | 16 maggio 1891         |
| 311 Claudia            | 11 giugno 1891         |
| 312 Pierretta          | 28 agosto 1891         |
| 314 Rosalia            | 1º settembre 1891      |
| 316 Goberta            | 8 settembre 1891       |
| 317 Roxane             | 11 settembre 1891      |
| 318 Magdalena          | 24 settembre 1891      |
| 319 Leona              | 8 ottobre 1891         |
| 327 Columbia           | 22 marzo 1892          |
| 331 Etheridgea         | 1º aprile 1892         |
| 336 Lacadiera          | 19 settembre 1892      |
| 337 Devosa             | 22 settembre 1892      |
| 338 Budrosa            | 25 settembre 1892      |
| 344 Desiderata         | 15 novembre 1892       |
| 345 Tercidina          | 23 novembre 1892       |
| 346 Hermentaria        | 25 novembre 1892       |
| 347 Pariana            | 28 novembre 1892       |
| 348 May                | 28 novembre 1892       |
| 349 Dembowska          | 9 dicembre 1892        |
| 350 Ornamenta          | 14 dicembre 1892       |
| 354 Eleonora           | 17 gennaio 1893        |
| 355 Gabriella          | 20 gennaio 1893        |
| 356 Liguria            | 21 gennaio 1893        |
| 357 Ninina             | 11 febbraio 1893       |
| 358 Apollonia          | 8 marzo 1893           |
| 359 Georgia            | 10 marzo 1893          |
| 360 Carlova            | 11 marzo 1893          |
| 361 Bononia            | 11 marzo 1893          |
| 362 Havnia             | 12 marzo 1893          |
| 363 Padua              | 17 marzo 1893          |
| 364 Isara              | 19 marzo 1893          |
| 365 Corduba            | 21 marzo 1893          |
| 366 Vincentina         | 21 marzo 1893          |
| 367 Amicitia           | 19 maggio 1893         |
| 368 Haidea             | 19 maggio 1893         |
| 370 Modestia           | 14 luglio 1893         |
| 371 Bohemia            | 16 luglio 1893         |
| 372 Palma              | 19 agosto 1893         |
| 373 Melusina           | 15 settembre 1893      |
| 374 Burgundia          | 18 settembre 1893      |
| 375 Ursula             | 18 settembre 1893      |
| 376 Geometria          | 18 settembre 1893      |
| 377 Campania           | 20 settembre 1893      |
| 378 Holmia             | 6 dicembre 1893        |
| 379 Huenna             | 8 gennaio 1894         |
| 380 Fiducia            | 8 gennaio 1894         |
| 381 Myrrha             | 10 gennaio 1894        |
| 382 Dodona             | 29 gennaio 1894        |
| 383 Janina             | 29 gennaio 1894        |
| 388 Charybdis          | 7 marzo 1894           |
| 389 Industria          | 8 marzo 1894           |
| 395 Delia              | 30 novembre 1894       |
| 396 Aeolia             | 1º dicembre 1894       |
| 397 Vienna             | 19 dicembre 1894       |
| 398 Admete             | 28 dicembre 1894       |
| 400 Ducrosa            | 15 marzo 1895          |
| 402 Chloë              | 21 marzo 1895          |
| 403 Cyane              | 18 maggio 1895         |
| 404 Arsinoë            | 20 giugno 1895         |
| 405 Thia               | 23 luglio 1895         |
| 406 Erna               | 22 agosto 1895         |
| 409 Aspasia            | 9 dicembre 1895        |
| 410 Chloris            | 7 gennaio 1896         |
| 411 Xanthe             | 7 gennaio 1896         |
| 414 Liriope            | 16 gennaio 1896        |
| 416 Vaticana           | 4 maggio 1896          |
| 423 Diotima            | 7 dicembre 1896        |
| 424 Gratia             | 31 dicembre 1896       |
| 425 Cornelia           | 28 dicembre 1896       |
| 426 Hippo              | 25 agosto 1897         |
| 427 Galene             | 27 agosto 1897         |
| 429 Lotis              | 23 novembre 1897       |
| 430 Hybris             | 18 dicembre 1897       |
| 431 Nephele            | 18 dicembre 1897       |
| 432 Pythia             | 18 dicembre 1897       |
| 437 Rhodia             | 16 luglio 1898         |
| 438 Zeuxo              | 8 novembre 1898        |
| 441 Bathilde           | 8 dicembre 1898        |
| 451 Patientia          | 4 dicembre 1899        |
| 453 Tea                | 22 febbraio 1900       |
| 498 Tokio              | 2 dicembre 1902        |
| 537 Pauly              | 7 luglio 1904          |

Auguste Honoré Charlois (La Cadière-d'Azur, 26 novembre 1864 – Nizza, 26 marzo 1910) è stato un astronomo francese.
Lavorando all'Osservatorio di Nizza, Charlois scoprì 99 asteroidi; tra questi il primo fu 267 Tirza nel 1887. Fotografò anche 433 Eros la stessa notte in cui Gustav Witt lo scopriva, ma Witt fu più veloce di lui nell'annunciare la scoperta.
Sebbene avesse iniziato a cercare gli asteroidi nell'era della ricerca visiva, già nel 1891 Max Wolf apriva la strada all'uso dell'astrofotografia, velocizzando drasticamente il tasso di scoperta degli asteroidi. Sia Wolf che Charlois scoprirono quindi molti più asteroidi di quanti fosse possibile con metodi visuali.
All'età di quarantasei anni, Charlois fu assassinato da suo cognato, il fratello della sua prima moglie, che serbava rancore verso di lui perché si era risposato. L'uomo fu condannato all'ergastolo e ai lavori forzati in Nuova Caledonia.
L'asteroide 1510 Charlois è stato battezzato in suo onore.